# Blue Mitchell
Blue Mitchell, geboren als Richard Allen Mitchell (Miami, 13 maart 1930 - Los Angeles, 21 mei 1979), was een Amerikaanse jazztrompettist.

## Biografie
Aan het begin van zijn muziekcarrière werkte Blue Mitchell in 1951 bij Paul Williams en in 1952 als zelfstandig muzikant in New York. Daarna was hij tot 1956 op tournee met Earl Bostic en vanaf eind 1958 was hij lid van het kwintet van Horace Silver. Met Curtis Fuller, Johnny Griffin, Wynton Kelly, Wilbur Ware en Philly Joe Jones nam hij in 1958 zijn eerste album Big 6 op onder zijn eigen naam voor Riverside Records. In 1961 werkte hij mee aan het album Homecoming! van Elmo Hope. In 1964 formeerde hij met muzikanten uit de band van Horace Silver een eigen combo, waartoe ook Chick Corea behoorde en dat hij leidde tot 1968. In 1969 werd hij lid van het orkest van Ray Charles, van 1971 tot 1973 werkte hij bij John Mayall en was hij vervolgens werkzaam als studiomuzikant in Los Angeles.
Zijn door Clifford Brown en Kenny Dorham beïnvloedde spelwijze is te horen op platen met Julian Cannonball Adderley, Lou Donaldson, Johnny Griffin, Philly Joe Jones, Sam Jones, Red Mitchell, Whitey Mitchell, Horace Silver, Bobby Timmons en op zijn eigen platen.

## Overlijden
Blue Mitchel overleed in mei 1979 op 49-jarige leeftijd aan de gevolgen van kanker.

## Discografie

### Als orkestleider
- 1958: Big 6 (Riverside/OJC)
- 1958: Get Those Elephants Out'a Here als The Mitchells (Red Mitchell, Whitey Mitchell & Blue Mitchell met André Previn) (MetroJazz Records)
- 1959: Out of the Blue (Riverside/OJC)  met Benny Golson, Wynton Kelly, Paul Chambers, Sam Jones, Art Blakey
- 1959: Blue Soul (Riverside/OJC) met Curtis Fuller, Jimmy Heath, Sam Jones, Philly Joe Jones
- 1959: Blues on My Mind (Riverside/OJC)
- 1960: Blue’s Moods (Riverside/OJC)
- 1961: Smooth as the Wind (Riverside/OJC)
- 1962: A Sure Thing (Riverside) met Clark Terry, Jerome Richardson, Jimmy Heath, Pepper Adams, Wynton Kelly
- 1963: The Cup Bearers (Riverside) met Junior Cook, Cedar Walton, Gene Taylor, Roy Brooks
- 1963: A Chip Off The Old Block (Blue Note Records) met Stanley Turrentine, Shirley Scott, Earl May, Al Harewood
- 1963: The Thing to Do (Blue Note Records)
- 1965: Down with it! (Blue Note Records)
- 1970: Bantu Village (Blue Note Records)

### Als begeleidingsmuzikant/sideman
Voor Lou Donaldson
- 1952: New Faces-New Sounds (Blue Note Records)
- 1967: Mr. Shing-A-Ling (Blue Note Records)
- 1968: Midnight Creeper (Blue Note Records)
- 1968: Say It Loud! (Blue Note Records)
- 1970: Everything I Play Is Funky(Blue Note Records)
- 1970: Pretty Things (Blue Note Records)

Voor Cannonball Adderley
- 1958: Portrait of Cannonball (Riverside Records)

Voor Horace Silver
- 1959: Finger Poppin’ (Blue Note Records)
- 1959: Blowin' the Blues Away (Blue Note Records)
- 1960: Horace-Scope (Blue Note Records)
- 1963–1964: Song for My Father (Blue Note Records)

Voor Hank Mobley
- 1968: Hi Voltage (Blue Note Records)

Voor Jimmy McGriff
- 1968: The Worm (Solid State Records)
- 1969: Electric Funk (Blue Note Records)

Voor Grant Green
- 1970: Green Is Beautiful (Blue Note Records)